# 施光燕
施光燕（1936年—），男，江苏无锡人，中国运筹学家，曾任大连理工大学教授、博士生导师，中国数学会理事。